# فندق أني بلازا
فندق أني بلازا (الأرمينية: Արմենիա Մարիոթ Հյուրանոց Երևան) هو فندق 4 نجوم في مقاطعة كينترون المركزية في يريفان، أرمينيا. تم افتتاحه في عام 1970 حيث كان شركة مملوكة للدولة خلال الفترة السوفيتية قبل أن تتم خصخصته عام 1998 وبعد عملية تجديد رئيسية أعيد افتتاحه باسم مدينة آني التاريخية الأرمنية في يريفان عام 1999.
يقع الفندق في 19 شارع سايات نوفا، عند التقاطع مع شارع أبوفيان.
اعتبارًا من عام 2016 ، يضم الفندق 260 غرفة ضيوف كما يعد أكبر فندق في أرمينيا.